# Biênio da Matemática Brasil 2017-2018
O Biênio da Matemática Brasil 2017-2018 Gomes de Sousa foi um movimento que abriu as portas do país para ações e eventos nacionais e internacionais que colocaram a Matemática, a Ciência e a Tecnologia no foco da comunicação, impactando milhões de pessoas. O nome foi um tributo ao maranhense Joaquim Gomes de Sousa (1829-1864), considerado um dos pioneiros no estudo da matemática no Brasil. 
Proclamado pelo Congresso Nacional por meio da Lei Ordinária 13.358 de 7 de novembro de 2016, o projeto foi proposto pelo Instituto de Matemática Pura e Aplicada (IMPA) e contou com o apoio do Ministério da Ciência, Tecnologia, Inovações e Comunicações (MCTIC) e do Ministério da Educação (MEC).
Com o objetivo de estimular o desenvolvimento da educação no país, o Biênio foi criado em homenagem à realização de dois eventos de relevância internacional que seriam sediados pela primeira vez no país: a Olimpíada Internacional da Matemática (IMO, em inglês), em 2017, e o Congresso Internacional de Matemáticos (ICM, em inglês), em  2018. O Brasil conquistou o direito de sediar os eventos após disputar com mais de 140 países.
Os principais objetivos do Biênio foram:
- Popularizar a Matemática;
- Incentivar o estudo da Matemática e o raciocínio lógico e abstrato;
- Oferecer atividades de ensino, artísticas, lúdicas e prazerosas para todos os públicos;
- Criar ações para o público interagir com os conceitos e adquirir novos conhecimentos a partir da experiência vivenciada;
- Produzir experiências que tratem a Matemática como linguagem;
- Alimentar e melhorar a relação das pessoas com a disciplina;
- Atualizar e treinar professores.

Com eventos oficiais e extraoficiais realizados em todo o Brasil, o Biênio promoveu atividades direcionadas a um público amplo, em especial, alunos e professores. A agenda positiva foi apoiada por entidades, pesquisadores e cientistas nacionais e internacionais.

## Comissão de honra
A Comissão de Honra do Biênio da Matemática Brasil 2017-2018 foi composta por:
- José Mendonça Filho (Ministro de Estado da Educação);
- Gilberto Kassab (Ministro de Estado da Ciência, Tecnologia, Inovações e Comunicações);
- Alex Canziani (Deputado Federal autor do projeto de lei do Biênio da Matemática);
- Luiz Davidovich (Presidente da Academia Brasileira de Ciências);
- Helena Nader (Presidente da Sociedade Brasileira para o Progresso da Ciência);
- Hilário Alencar (Presidente da Sociedade Brasileira de Matemática);
- Marcelo Viana (Diretor-Geral do Instituto de Matemática Pura e Aplicada).

## Mascote
Para criar uma conexão mais forte da matemática com crianças e adolescentes brasileiros, foi lançado um concurso para escolher a mascote oficial do Biênio. Escolas de todo o país enviaram projetos. A mascote selecionada foi a Aramat, uma arara azul concebida a partir de símbolos matemáticos, incluindo uma espiral logarítmica. A proposta, que combinou simbolismo matemático com uma alusão à fauna brasileira, foi submetida por alunos do Instituto Federal do Triângulo Mineiro, de Uberaba (MG). 

## Eventos oficiais

### 3º Simpósio Nacional da Formação do Professor de Matemática
O Simpósio da Formação do Professor de Matemática tem por objetivo provocar uma maior reflexão sobre a formação do profissional da área de Matemática, em especial daquele que atua na educação básica, debatendo propostas e possibilidades de melhorias na qualidade do ensino. Além da edição nacional, também é realizado nas cinco regiões do país. O programa inclui palestras, minicursos e fórum para discussão de temas atuais e relevantes para a comunidade do ensino básico.
Parte do calendário oficial do Biênio da Matemática 2017-2018, o 3° Simpósio Nacional da Formação do Professor de Matemática aconteceu no Colégio Militar do Rio de Janeiro, de 17 a 19 de Novembro de 2017.

### Assembleia Geral da União Matemática Internacional
Principal reunião da União Matemática Internacional (IMU, em inglês), a Assembleia Geral normalmente acontece a cada quatro anos, em local e período próximos ao Congresso Internacional de Matemáticos (ICM, em inglês). Em 2018, a reunião foi realizada de 29 a 30 de julho, em São Paulo (SP).
Algumas das ações da Assembleia Geral envolvem a admissão de membros da IMU; eleição de diretores e membros da Comissão Executiva; estabelecimento de orçamentos; decisões sobre as principais premiações de novas teorias e pesquisas apresentadas em todo o mundo;  e orientação da programação científica que será apresentada no ICM.

### Bienal da Matemática
Realizada de 23 a 26 de abril de 2017, a 8ª Bienal de Matemática marcou o início do Biênio da Matemática Brasil 2017-2018. Voltada a professores e pesquisadores de diferentes áreas, teve como objetivo fomentar o interesse para a pesquisa, incentivar a interação da matemática com outras áreas de conhecimento, promover o aprimoramento de professores e a reciclagem de seus formatos de ensino. A palestra inicial da Bienal foi feita pelo ganhador da Medalha Fields Artur Avila, pesquisador do IMPA.

### Congresso Internacional de Matemáticos (ICM 2018)
Criado em Zurique (Suíça) em 1897, e a partir de 1900 realizado a cada quatro anos pela União Matemática Internacional (IMU, em inglês), o Congresso Internacional de Matemáticos (ICM, em inglês) congrega pesquisadores notáveis e promissores de todo o mundo. Em 2018, o Brasil passou a integrar a relação dos países-sede, tornando-se o primeiro país do Hemisfério Sul a receber o evento.
Realizado entre 1 a 9 de agosto, o ICM 2018 reuniu 3.018 participantes de 114 países no Riocentro, no Rio de Janeiro, para acompanhar os mais destacados estudos da disciplina. Além da variada programação científica, com 1.200 palestras, painéis de debates, comunicações e pôsteres, foram entregues no ICM importantes honrarias da matemática:  a Medalha Fields e os prêmios Nevanlinna, Gauss, Chern e Leelavati.

### Encontro Mundial de Mulheres Matemáticas (WM²)
Evento satélite do ICM 2018, o Encontro Mundial de Mulheres em Matemática (WM², em inglês) foi realizado em 31 de julho, no Rio de Janeiro. Cerca de 600 matemáticas e matemáticos de todo o mundo se reuniram para refletir e discutir questões de gênero na área, seus desafios, iniciativas e perspectivas para o futuro, com atenção especial para a América Latina. 
A programação incluiu palestras, discussões em grupo sobre questões de gênero em matemática, painel de debate e apresentações de pôsteres. Também foi feita uma homenagem à matemática Maryam Mirzakhani (Universidade Stanford). Primeira mulher a receber a Medalha Fields, em 2014, a matemática iraniana morrera em 2017, em decorrência de um câncer de mama. 

### Festival da Matemática
Realizado pelo IMPA e pela Sociedade Brasileira de Matemática (SBM) entre 27 e 30 de abril de 2017, no Rio de Janeiro, o Festival da Matemática integrou o conjunto de iniciativas de popularização da disciplina. Destinado a crianças, adolescentes e adultos, o evento aconteceu em três locais diferentes: Escola Eleva (Botafogo), Escola SESC de Ensino Médio (Jacarepaguá) e na Nave do Conhecimento Cidade Olímpica (Engenho Novo). O evento reuniu 18 mil pessoas em quatro dias.
Através de brincadeiras e apresentações práticas e divertidas, o Festival mostrou novas formas de vivenciar e descomplicar a matemática, por meio de aplicações fáceis e criativas no cotidiano. A edição de 2017 contou com mais de 30 oficinas em cada uma das escolas participantes e 15 palestras, além de atividades de protótipos em 3D, jogos eletrônicos, exposição e mostra de filmes. 

### Olimpíada Brasileira de Matemática das Escolas Públicas (OBMEP)
Projeto nacional dirigido às escolas públicas e privadas brasileiras, a Olimpíada Brasileira de Matemática das Escolas Públicas (OBMEP) foi criada em 2005 para estimular o estudo da matemática e identificar talentos na área. A competição é realizada anualmente pelo Instituto de Matemática Pura e Aplicada (IMPA), com o apoio da Sociedade Brasileira de Matemática (SBM), e promovida com recursos do Ministério da Educação e do Ministério da Ciência, Tecnologia, Inovações e Comunicações (MCTIC).
A OBMEP é destinada a alunos do 6º ano do Ensino Fundamental ao 3º ano do Ensino Médio e objetiva, principalmente, contribuir para a melhoria da qualidade da educação básica; incentivar o aperfeiçoamento dos professores das escolas públicas; promover a inclusão social por meio da difusão do conhecimento; e contribuir para a integração das escolas brasileiras com as universidades públicas, os institutos de pesquisa e as sociedades científicas. Maior competição científica do gênero do mundo, a olimpíada teve a participação de mais de 18,1 milhões de alunos em 2019.
Em 2018, a cerimônia de entrega das medalhas de ouro da OBMEP foi durante o ICM do Rio de Janeiro. Três ganhadores de Medalha Fields participaram do evento: Artur Avila (Brasil), Cédric Villani (França) e Alessio Figalli (Italia).

### Olimpíada Internacional de Matemática (IMO 2017)
Mais antiga e prestigiosa competição científica para alunos do Ensino Médio, a Olimpíada Internacional de Matemática (IMO, em inglês) foi sediada pela primeira vez no Brasil entre  17 a 23 de julho de 2017. 
Organizada pelo Instituto de Matemática Pura e Aplicada (IMPA), a 58ª edição da competição reuniu  623 estudantes de 111 países no Rio de Janeiro. O objetivo da olimpíada é estimular o desenvolvimento da disciplina e premiar a criatividade na resolução de problemas. A equipe brasileira conquistou duas medalhas de prata, uma de bronze e três menções honrosas, ficando em 37º lugar entre 111 países na competição.

### Semana Nacional de Ciência e Tecnologia (SNCT)
Estabelecida pelo Decreto Presidencial de 9 de junho de 2004, a Semana Nacional da Ciência e Tecnologia (SNTC) é realizada anualmente em outubro, sob a coordenação do Ministério da Ciência, Tecnologia, Inovações e Comunicações (MCTIC). O objetivo da Semana é aproximar a ciência e a tecnologia da população, por meio de eventos que congregam instituições de todo o país em torno de atividades de divulgação científica. 
A cada ano, a SNCT trabalha um tema específico, com o intuito de chamar a atenção para discussões relevantes nacionais ou internacionais. Em 2017, durante o Biênio da Matemática, o evento teve como tema “A matemática está em tudo”, e ocorreu entre 23 a 29 de outubro. A edição de 2018, de 15 a 21 de outubro, teve como mote “A ciência para a redução das desigualdades”, e também integrou o calendário oficial do Biênio da Matemática Brasil.